# Chrysanthemum przewalskii
Chrysanthemum przewalskii là một loài thực vật có hoa trong họ Cúc. Loài này được (Poljakov) H.Ohashi & Yonek. mô tả khoa học đầu tiên năm 2004.